# Ácido nonahidroxytrifénico
Ácido nonahidroxytrifénico  es un resto encontrado en algunos elagitaninos como roburin A, B, C y D, castalagina o grandinina

## Enlaces exgternos
- Esta obra contiene una traducción  derivada de «Nonahydroxytriphenic acid» de Wikipedia en inglés, publicada por sus editores bajo la Licencia de documentación libre de GNU y la Licencia Creative Commons Atribución-CompartirIgual 4.0 Internacional.

- Datos: Q16977586